# Allô Macha
Allô Macha… était une émission radiophonique quotidienne française, diffusée chaque nuit sur France Inter entre minuit et une heure du matin qui faisait suite à celle de José Artur. Créée le 5 avril 1977, animée et produite par Macha Béranger, l'émission s'adressait à un public large et consistait, pour sa majeure partie, à écouter les confidences des auditeurs, par téléphone.
En juin 2006, l'émission est arrêtée et l'animatrice Macha Béranger est recrutée par MFM pour animer une émission du même type, mais la nouvelle émission s'arrête en 2007.
L'indicatif musical du générique de l'émission est tiré du deuxième mouvement du Concerto pour piano no 21 de Mozart. À l'origine, le thème du film Bilitis, Melissa, composé par Francis Lai, en était l'indicatif.

## Arrêt de l'émission
En 2006, l'émission est la 4e plus ancienne émission de France Inter, derrière entre autres Le Jeu des 1000 francs et Le Masque et la Plume. Après 29 ans d'antenne, Allô Macha ... est supprimée de la grille de rentrée 2006. Cette nouvelle provoque une vague de mécontentement de la part des auditeurs (surnommés les « sans-sommeil »), certains d'entre eux déclarant vouloir boycotter l'antenne de France Inter dès l'arrêt de l'émission.
Un site de soutien, rassemblant des témoignages d'auditeurs et hébergeant une pétition en ligne est actif depuis le 9 juin 2006. Au-delà de la mobilisation proprement dite et des critiques multiples et variées à l'encontre de la direction de la chaîne, les sans-sommeil espèrent s'y retrouver pour préserver la relation privilégiée qui s'est installée entre eux au fil des émissions. L'animatrice n'a pas réagi à cette initiative.
La dernière de l'émission a lieu le 30 juin 2006.
Le principe de l'émission quotidienne nocturne et intimiste est repris pendant un an par France Inter de septembre 2015 à juin 2016, avec La Nuit est à vous animée par Noëlle Bréham, sans grand succès.

## Pour approfondir

### Allusions au cinéma
- En 1994, dans le film Le Sourire, Emmanuelle Seigner suggère à Jean-Pierre Marielle de confier sa solitude amoureuse en appelant Allô Macha.
- En 2022, dans le film Les Passagers de la nuit, le personnage interprété par Charlotte Gainsbourg devient standardiste pour l'émission nocturne de France Inter, animée par une dénommée Vanda Dorval (Emmanuelle Béart). Les similarités avec Macha Béranger et son émission sont nombreuses[3].

### Allusion au théâtre
Le sketch "Seul dans la nuit" du duo Chevalier et Laspalès reprend, en le parodiant, le principe de l'émission Allô Macha

### Allusion dans la chanson
- Insomnie de Claude Nougaro : À la radio ça agonise Allo Macha, sauve-moi la mise